# کنپلیس (کارولینای شمالی)
کنپلیس (به انگلیسی: Kannapolis) شهری در ایالت کارولینای شمالی کشور ایالات متحده آمریکا است که جمعیت آن در سرشماری سال ۲۰۱۰ میلادی، ۴۲٬۶۲۵ نفر بوده‌است.